# Wittelsbacherbrunnen (Bad Reichenhall)
Der Wittelsbacherbrunnen ist ein Springbrunnen in der oberbayerischen Stadt Bad Reichenhall. Der Brunnen befindet sich auf dem Rathausplatz.
Der Brunnen steht unter Denkmalschutz und ist unter der Nummer D-1-72-114-112 in die Bayerische Denkmalliste eingetragen.

## Geschichte

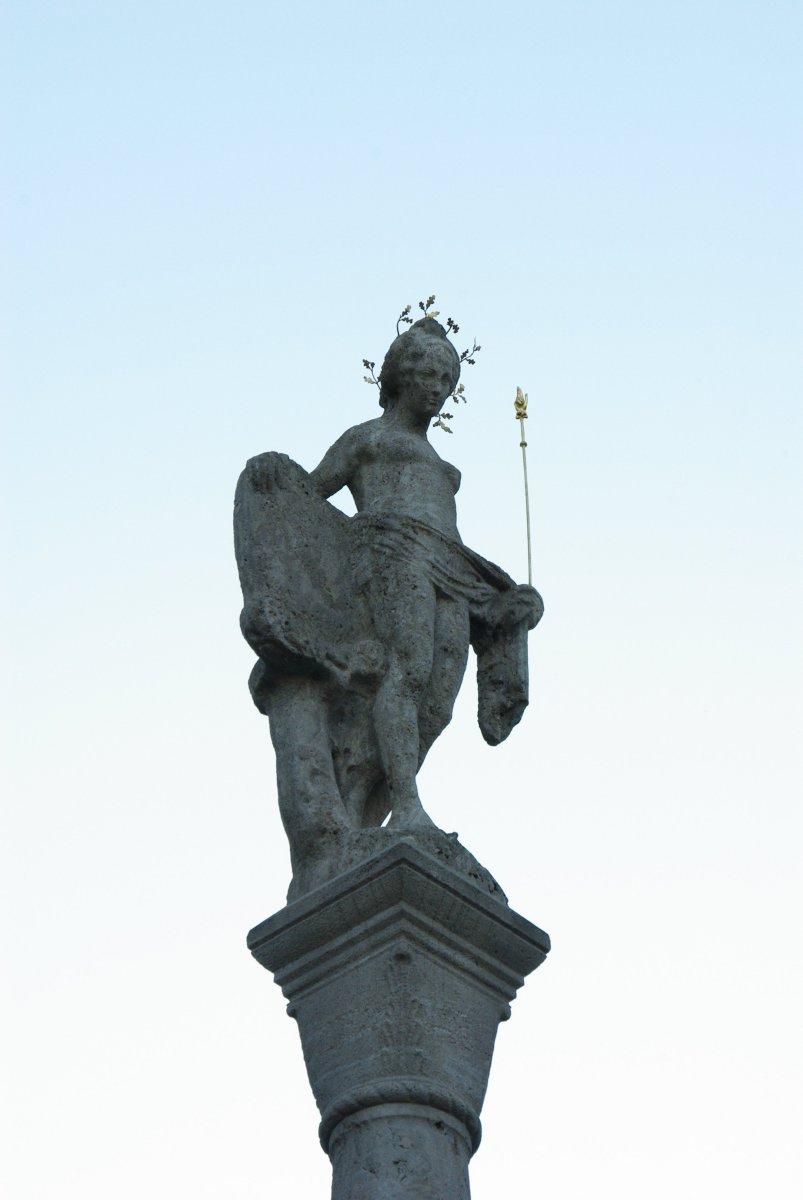
Bavaria auf der Säule des Brunnens

Der Wittelsbacherbrunnen bildete von Anfang an einen Kontrast zum kurz vorher errichteten Bismarckbrunnen. Bereits 1895 wurde durch das Gemeindekollegium ein Staatszuschuss für die Errichtung des Brunnens beantragt. Während es für den Bismarckbrunnen nur einen kleinen Kreis von Unterstützern gab, konnte das Vorhaben zum Bau des Wittelsbacherbrunnens auf eine breite Basis und eine Unterstützung der Stadtspitzen zurückgreifen.
1901 beschloss die Stadt Bad Reichenhall, 10.000 Mark für den Bau des Wittelsbacherbrunnens auszugeben, der Staat steuerte 20.000 Mark bei. Damit hatte der Wittelsbacherbrunnen etwa das fünffache Budget des Bismarckbrunnens und konnte in viel größeren Dimensionen errichtet werden. Zudem ermöglichte die breite Unterstützung die Aufstellung an einem repräsentativen Platz.
Nach einem Wettbewerb wurde der Entwurf Karl Killers durch eine Münchener Jury ausgewählt. Der Vorschlag fand jedoch nicht die Zustimmung der Lokalpolitiker. Der geplante Reichsherold auf der Säule des Brunnens hätte wohl die symbolische Unterwerfung Bayerns unter das Deutsche Reich angedeutet. Deshalb befürwortete der Magistrat die Bavaria als typisch bayerisches Symbol.
Die feierliche Enthüllung des Brunnens erfolgte am 10. September 1905 im Beisein von Prinz Ludwig Ferdinand.

## Beschreibung
Von der schlanken Säule blickt eine jugendliche Bavaria herab auf das städtische Treiben. In der Linken hält sie ein goldenes Zepter, in der Rechten einen Schild mit dem bayerischen Rautenwappen. Im Haar trägt sie einen Eichenkranz. 
Am Fuß der Säule stellen acht Relieffiguren die soziale Gliederung des bayerischen Volkes der damaligen Zeit dar: Kunst, Wissenschaft, Bauernstand, Forstwirtschaft, Handwerk, Kunsthandwerk, Industriearbeiter und Handel. 
Über dem Becken stehen vier Löwen mit den Wappen der damaligen Landesteile Bayerns: Der blaue Panther Altbayerns, der Pfälzer Löwe, der fränkische Rechen und für Schwaben das Wappen der Markgrafschaft Burgau. 
In gotischen Lettern ist die Inschrift „Dem glorreichen Hause Wittelsbach – die treue Stadt Bad Reichenhall“ angebracht.
Der Wittelsbacherbrunnen steht unter Denkmalschutz und ist zusätzlich Teil des Ensembles Rathausplatz.

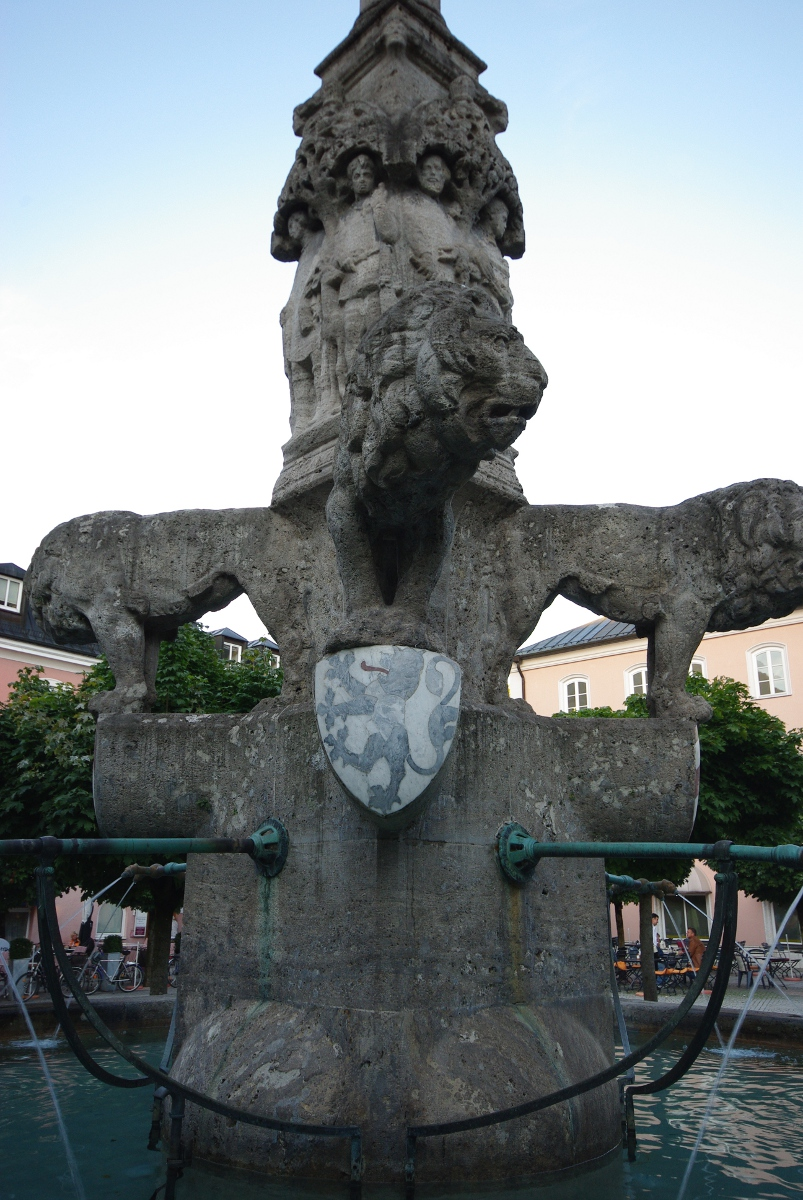
Westliche Löwenfigur mit dem Pfälzer Löwen
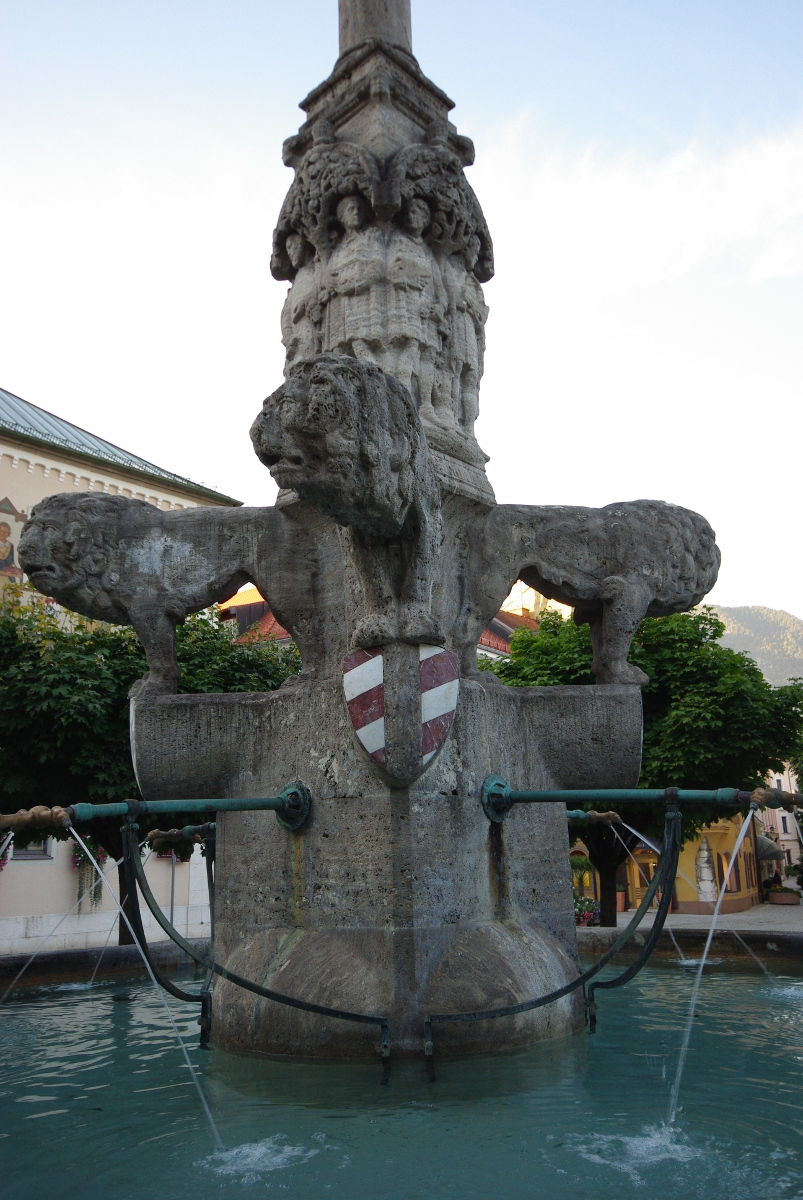
Südliche Löwenfigur mit dem Stammeswappen Schwabens (Markgrafschaft Burgau)
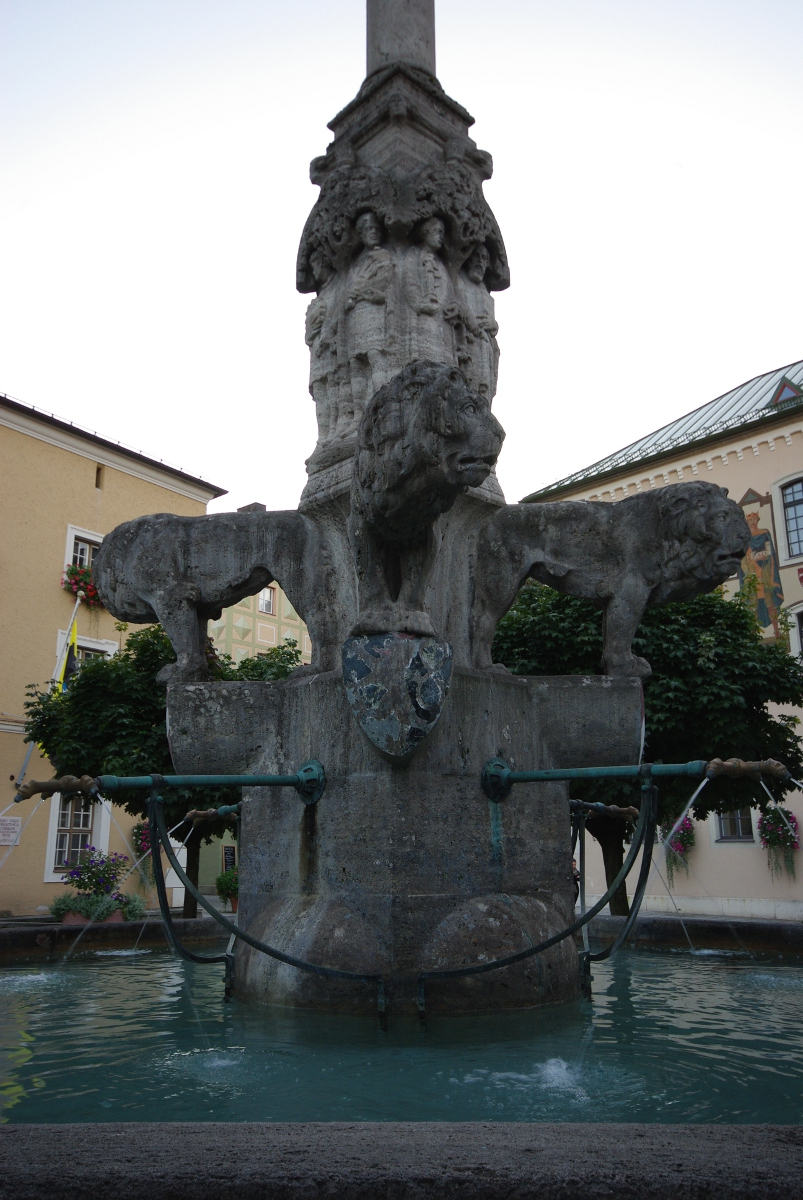
Östliche Löwenfigur mit blauem Panther
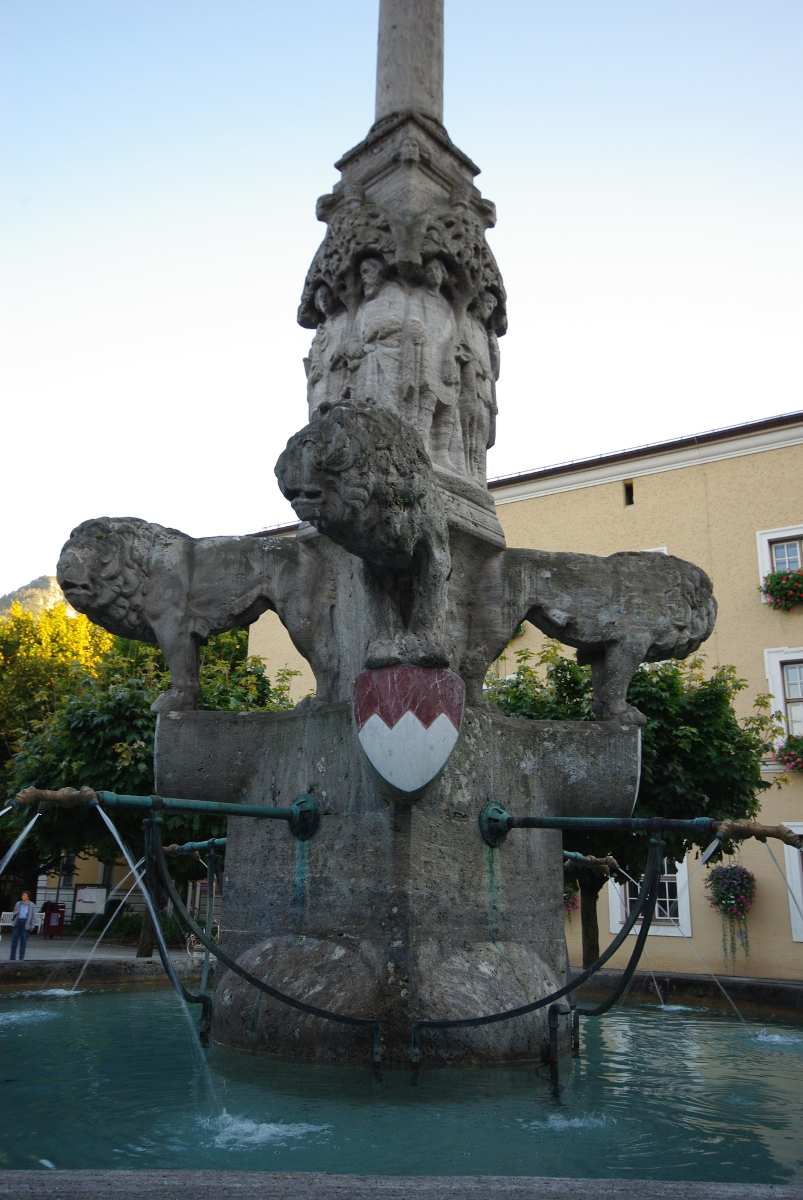
Nördliche Löwenfigur mit dem Frankenrechen